# Wessington Springs
Wessington Springs är administrativ huvudort i Jerauld County i South Dakota. Enligt 2020 års folkräkning hade Wessington Springs 771 invånare.